# Luci Corneli Lèntul Llop
Luci Corneli Lèntul Llop (llatí: Lucius Cornelius Cn. f. L. n. Lentulus Lupus) va ser un magistrat romà fill de Gneu Corneli Lèntul, que va ser cònsol l'any 201 aC. Formava part dels Cornelis Lèntuls, una branca patrícia de la gens Cornèlia.
Va ser edil curul l'any 163 aC, cònsol el 156 aC i finalment va exercir la important magistratura de censor l'any 147 aC.